# 比斯特倫 (加利福尼亞州)
比斯特倫（英語：Bystrom）是位於美國加利福尼亞州斯坦尼斯洛斯縣的一個人口普查指定地區。

## 地理
比斯特倫的座標為37°37′12″N 120°58′47″W / 37.62000°N 120.97972°W，而該地最高點為海拔高度27米（即89英尺）。

## 人口
根據2010年美國人口普查的數據，比斯特倫的面積為1.883平方千米，當中陸地面積為1.832平方千米，而水域面積為0.051平方千米。當地共有人口4008人，而人口密度為每平方千米2,128人。